# Goldene Bulle (Ungarn)

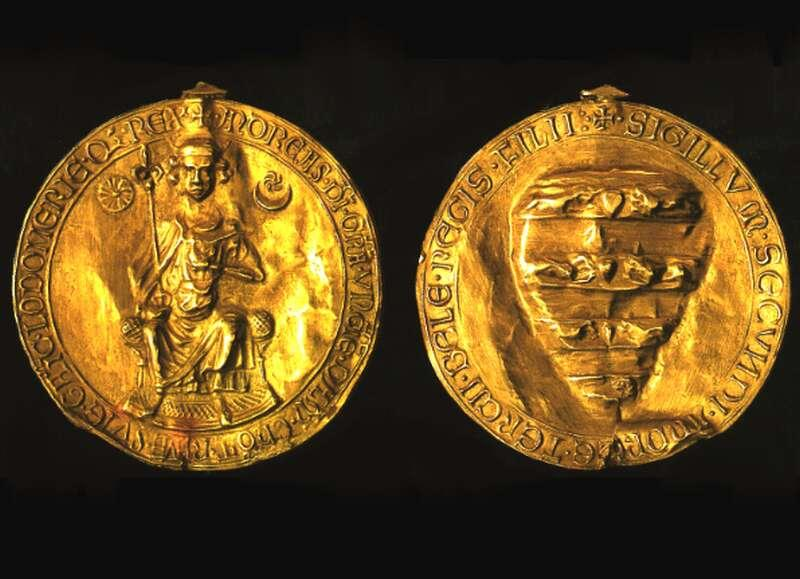
Goldbulle Andreas II.

Die Goldene Bulle von Ungarn (ungarisch Aranybulla) wurde 1222 von König Andreas II. ausgegeben. Die Gesetze legten die grundlegenden Rechte der Adligen fest, einschließlich des Rechts, den königlichen Willen zu missachten, falls dieser widerrechtlich war (ius resistendi, Artikel 31).
Die Bulle garantierte die Steuerfreiheit der Adligen und der Kirche (Artikel 3); die Adligen konnten, mit Ausnahme des Verteidigungsfalls, nicht dazu gezwungen werden, in einen Krieg zu ziehen oder ihn zu finanzieren (Artikel 7).
Die Bulle wurde in sieben Kopien angefertigt: für den Papst, für den Templerorden, für den Malteserorden, für den König selbst, für die zwei Erzbischofstühle in Esztergom und Kalocsa und für den Palatin von Ungarn.

## Geschichte
Die Kämpfe zwischen König und Adel einerseits und zwischen den einzelnen Mitgliedern der königlichen Familie andererseits erreichten ihren Höhepunkt unter der Regierungszeit Andreas II. Der König verteilte seine Ländereien leichtsinnig an die Adligen, wodurch deren Macht kontinuierlich wuchs, während die Einnahmequellen des Königs in gleichem Maße abnahmen.
Die sich so ausweitende Macht des Hochadels gefährdete auch die Besitzer von nur kleineren oder mittelgroßen Ländereien. König Andreas und sein Sohn, der spätere Béla IV., konnten sich im Kampf gegen die Hocharistokratie nur auf die Unterstützung des niederen und mittleren Adels verlassen. König Andreas rief darum 1222 ein Parlament zusammen, das die Eckpunkte der Goldenen Bulle vereinbarte, eines Freiheitsbriefs, der bis 1848 die Grundlage des ungarischen Grundgesetzes war.
Die Bulle wurde 1351 von König Ludwig I, 1384 von Königin Maria sowie 1464 von König Matthias ergänzt und bestätigt. Die bis dahin enthaltene Widerstandsklausel wurde 1687 auf den Wunsch der damaligen Herrscherdynastie Ungarns, der Habsburger, abgeschafft, was ein Zeichen für die Dankbarkeit des ungarischen Hochadels dafür war, dass das österreichische Heer die Ungarn besetzenden türkischen Armeen vertreiben half.
Heute ist lediglich eine Kopie der Bulle von 1381 erhalten. Sie wird im erzbischöflichen Archiv von Esztergom aufbewahrt.